# Cerco de Perinto
O Cerco de Perinto foi um dos principais conflitos ocorridos durante a expansão do Reino da Macedônia em direção a Trácia sob liderança de Filipe II (r. 359–336). Apesar da enorme força terrestre utilizada para cercar a cidade, a incapacidade dos sitiantes de bloquear o porto da cidade permitiu que a ajuda chegasse e o cerco fracassasse.

## Antecedentes
Desde sua ascensão em 359 a.C., Filipe II se empenhou em reconstruir o exército macedônio e consolidar seu reino. Uma série de conflitos foram realizados, hora com as cidades-estado gregas, hora com as tribos trácias, acarretando num extenso processo de expansão. No processo, Filipe acabou se confrontando com Cersobleptes (r. 358–341), governante do Reino Odrísio da Trácia.
Em 343 a.C., Cersobleptes começou a conquistar as cidades gregas do Helesponto. Em junho de 342 a.C., Filipe II partiu para uma prolongada expedição na Trácia, que duraria dois anos, com o intuito de depôr o rei odrísio. Após sua conclusão, marchou com seu exército contra Perinto, sua antiga aliada, em decorrência de sua possível aliança com Atenas, que à época estava em guerra com a Macedônia, ou, mais provavelmente, devido a tentativa fracassada dos períntios de ajudar Filipe II em sua campanha.

## Batalha e rescaldo

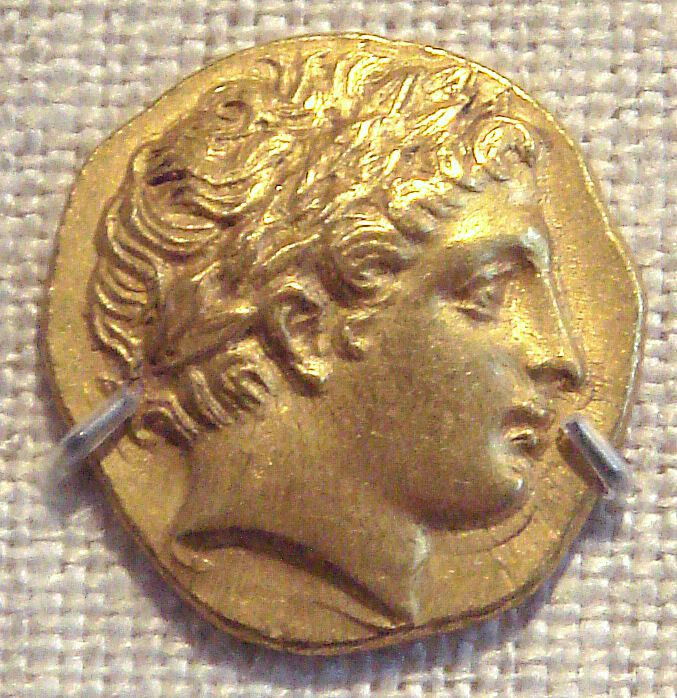
Estáter de ouro de r. como Apolo.

O exército macedônico, formado por ca. 30 000 soldados, alcançou Perinto em julho de 340 a.C.. Filipe II construiu torres de cerco, que facilmente suplantaram as catapultas dos muros, e organizou suas forças para que pudessem mantar a pressão aos sitiados dia e noite. Apesar disso, devido a incapacidade dos sitiantes em controlar o porto, quase imediatamente Perinto começou a receber ajuda externa, incluindo de Bizâncio. Ela enviou grandes contingentes e catapultas, permitindo que os períntios atacassem a artilharia inimiga, reduzindo sua capacidade de barragem.
O confronto prosseguiu, e Filipe II conseguiu tomar uma seção da cidade. Porém, como anteriormente, não pôde efetivar sua posição, pois Perinto continuou a receber ajuda externa, incluindo dos sátrapas da Anatólia. O cerco arrastou-se por três meses, até setembro, quando o rei macedônio reagrupou a maior parte de seus efetivos terrestres e marchou contra Selímbria e depois Bizâncio, que foram cercadas. Como em Perinto, os cercos provaram-se sucessivos fracassos, e Filipe II decidiu retornar suas forças para o Reino da Macedônia.